# Tesked

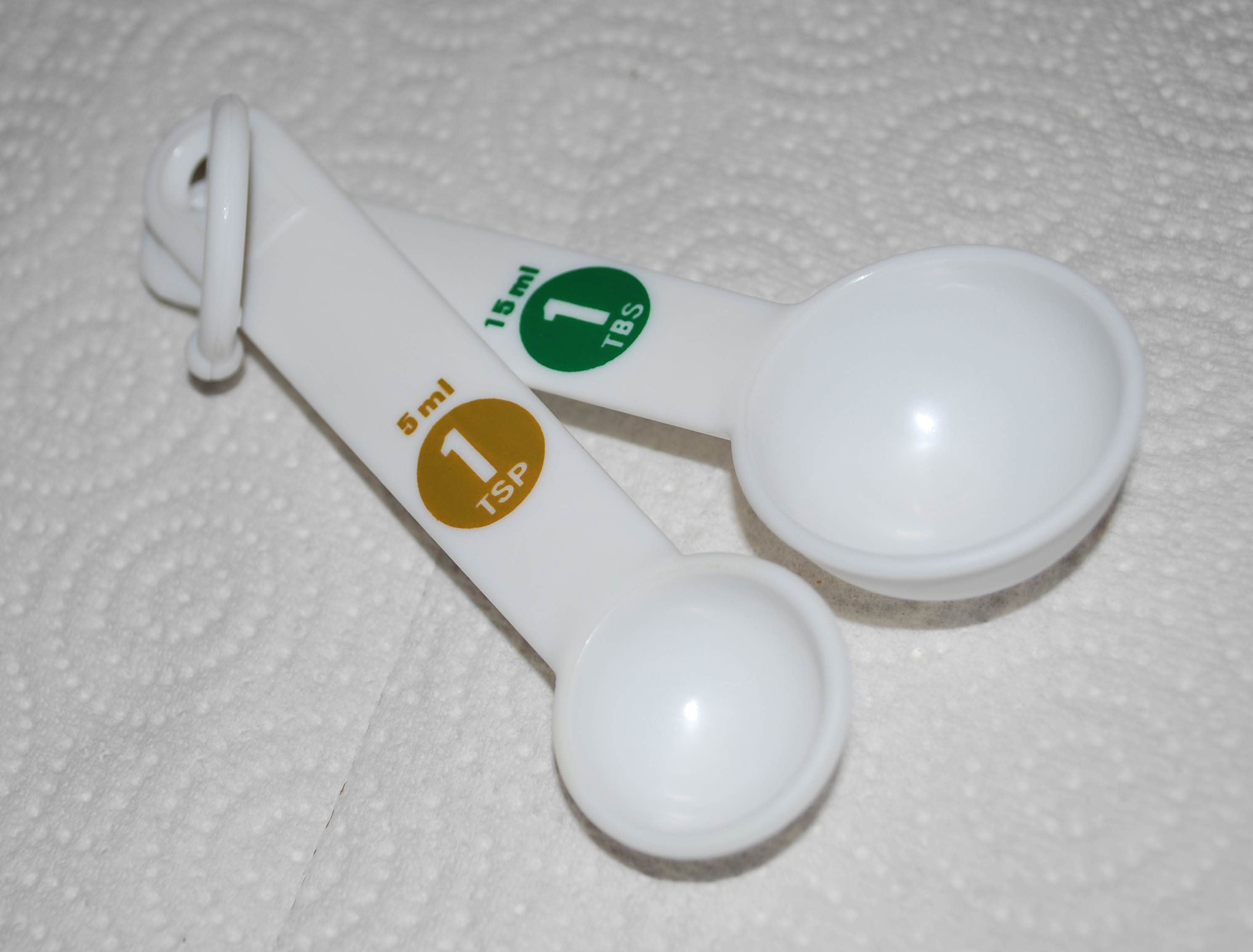
Teskeds- och matskedsmått

Ett teskedsmått (tsk) används inom matlagning och ibland för medicindosering och rymmer nominellt 5 ml. Storleken på teskedar varierar kraftigt och hur full (eller rågad) en tesked eller ett teskedsmått skall vara vid användning som mått är ofta oklart. Som icke-metriskt mått är "en tesked" ungefär lika stor. I historiska recept kan den avsedda storleken skilja sig från dagens standarder.
En tesked är en liten sked som dukas fram jämte en kaffe- eller tekopp. Den skiljer sig från en kaffesked främst genom att vara något större, något som också gör den bättre lämpad att använda till bakverk som eventuellt serveras till drycken. Man kan äta tårta med en tesked och det är även vanligt att använda en tesked till övriga efterrätter och bakverk (i brist på dessertsked och dessertgaffel vore alternativet en matsked).